# Chlorus
Chlorus is een geslacht van rechtvleugeligen uit de familie veldsprinkhanen (Acrididae). De wetenschappelijke naam van dit geslacht is voor het eerst geldig gepubliceerd in 1898 door Giglio-Tos.

## Soorten
Het geslacht Chlorus omvat de volgende soorten:
- Chlorus attenuatus Cigliano & Lange, 2007
- Chlorus bolivianus Bruner, 1913
- Chlorus borellii Giglio-Tos, 1894
- Chlorus brunneus Bruner, 1911
- Chlorus chiquitensis Cigliano & Lange, 2007
- Chlorus spatulus Cigliano & Lange, 2007
- Chlorus vittatus Bruner, 1906